# Доказ (оповідання)
«До́каз» (англ. Evidence) — науково-фантастичне оповідання американського письменника Айзека Азімова із серії про роботів. Вперше друком вийшло у вересні 1946 року в журналі Astounding Science Fiction видавництва Street & Smith. Друкувалося у збірках «Я, робот», 1950 (I, Robot), «Все про роботів» (1982) та «Мрії робота», 1990 (Robot Visions) .
Того ж 1946 року Азімов продав права не екранізацію, теле- та радіопостановку Орсону Веллсу, проте оповідання так і не було екранізоване.

## Сюжет
Компанію U.S. Robots and Mechanical Men, Inc. відвідує впливовий політик Френсіс Квінн. Він зустрічається із Альфредом Ланінгом та доктором Сьюзен Келвін і розповідає про Стівена Байєрлі. Байєрлі — адвокат з успішною кар'єрою та гарним послужним списком. Будучи прокурором, він жодного разу не засудив нікого до смертної кари. Байєрлі вирішив балотуватися на посаду мера великого американського міста, проте Квінн вважає, що насправді Стівен — робот, і, відповідно, не може претендувати на дану посаду. Квінн просить науковців довести це. Ланінг не налаштований брати участь у політичних іграх, а Келвін збентежена таким дивним проханням.
Коли Байєрлі намагаються просвітити рентгенівським апаратом, він відмовляється, використовуючи своє знання законів, цим самим виставляє противника в досить непривабливому вигляді. Байєрлі викликав симпатію та довіру своїм інтелектом у Келвін, вона перевіряє Стівена, простягнувши яблуко. Байєрлі надкушує яблуко — це ніби стає бажаним доказом — адже роботи не їдять. Однак Келвін сумнівається — адже для імітації вживання їжі у робота може бути вбудований прилад поглинання органіки. Не вдається дослідити і поведінку Байєрлі — з огляду на велику близькість Трьох законів робототехніки до етичних принципів більшості релігій. Вирішальним доказом стає момент, коли Байєрлі, спровокований принизливим викриком на прес-конференції, вдарив глядача кулаком.
Проте після перемоги Байєрлі на виборах до нього приходить Сьюзен Келвін. Вона повідомляє, що не має нічого проти робота як мера, більше того — їй навіть подобається ця ідея, адже робот не був би об'єктом корупції, дрібних інтриг, та по-справжньому турбувався б про своїх виборців.
Робототехнік озвучує версію, що інвалід, який живе в заміському будинку Байєрлі — це справжній Стівен Байєрлі, котрий прислав ідентичного зовні робота. З огляду на це Сьюзен робить припущення, що можливе існування і інших аналогічних роботів. Зокрема це той двійник Стівена, чиїм завданням було прилюдно вдарити людину, відвівши тим самими підозри. Келвін втім не бажає продовжувати розслідування. Він іде, побажавши співбесіднику удачі на майбутніх виборах на вищу посаду — Координатора планети Земля.